# Riccardo Luca Guariglia
Riccardo Luca Guariglia OSB (* 2. März 1967 in Santa Maria di Castellabate, Provinz Salerno) ist ein italienischer Ordensgeistlicher und Abt der Territorialabtei Montevergine.

## Leben
Riccardo Luca Guariglia trat der Ordensgemeinschaft der Benediktiner bei und legte am 18. Oktober 1993 die zeitliche Profess ab. 1997 legte er die ewige Profess ab. Guariglia empfing am 29. April 2000 durch den Bischof von Teggiano-Policastro, Francesco Pio Tamburrino OSB, das Sakrament der Priesterweihe.
Am 20. September 2014 bestätigte Papst Franziskus die Wahl von Riccardo Luca Guariglia zum Abt von Montevergine. Am 18. Oktober 2014 erteilte ihm der Erzbischof von Neapel, Crescenzio Kardinal Sepe, im Beisein zahlreicher Bischöfe und Äbte in der Abteikathedrale Montevergine die Abtsbenediktion.